# Paul Joubin
Pour les articles homonymes, voir Joubin.
Paul Joubin, né le 19 mars 1862 à Angers et mort à une date inconnue, est un professeur et enseignant français.

## Biographie

### Enfance et études
Victor, le père de Daniel Œhlert, et Pierre Crié, le père de Pauline et Olivier Joubin, père de Louis Marie Joubin, formaient un trio d'amis, habitant Laval et se réunissant souvent. Il est le frère du scientifique Louis Joubin, et de l'archéologue André Joubin.

### Carrière
Élève de l'École normale supérieure de 1882 à 1885, il est agrégé de sciences physiques et sciences naturelles, et docteur es-physiques. Il est agrégé préparateur au Collège de France de 1885 à 1888 , Docteur ès Sciences en 1888. Chargé de cours à la Faculté des Sciences de Montpellier de 1888 à 1890, il devient professeur à l'école de médecine et à la Faculté des Sciences de Besançon de 1890 à 1902. Il est conseiller municipal de Besançon de 1900 à 1902.
Il est nommé recteur de l'Académie de Chambéry en 1902, puis de l'Académie de Grenoble la même année jusqu'en 1905. Enfin de 1906 à 1922, il est le recteur de l'Académie de Lyon.
Il sera le créateur de la Fondation franco-japonaise à Tokyo et à Kyoto en 1919 puis franco-chinoise à Shanghai et à Pékin en 1920. Il est une des personnes à l'initiative de l'Institut franco-chinois de Lyon.
Entre 1920 et 1922 il est le Directeur de l'Institut Français à Florence.
De mai à septembre 1921 il sera Chargé de mission en Syrie pour l'organisation de l'enseignement public.
Mis à la disposition du Ministère des Colonies il est nommé Directeur Général de l'Instruction Publique pour l'Indochine en 1922 jusqu'en 1925.
Il est Chevalier de la Légion d'Honneur en 1903, puis Officier en 1914.
Il est l'auteur de nombreuses publications scientifiques dans les principaux journaux et revues scientifiques de France ainsi que de plusieurs comptes rendus scientifiques à l'Académie des Sciences.

### Charles Joubin
Son fils Charles Joubin (1896-1928) entre dans la Marine en 1915, comme engagé volontaire. Après l'École navale en 1916, il est enseigne de vaisseau de 2e classe le 1er juin 1917, puis enseigne de vaisseau de 1re classe le 13 juillet 1918. 
Il est le seul officier rescapé de l'aviso Bar-le-Duc, naufragé en 1920, alors qu'il escortait des bâtiments russes. Il porta à terre une amarre qui permit de sauvetage d'une partie de l'équipage puis, en faisant malgré les blessures reçues aux pieds une longue marche en montagne pour aller chercher du secours.
Lieutenant de vaisseau, il est Commandant de l'Astrolabe puis de l'Octant en Indochine de 1925 à 1927. 
Il est Officier à l’État-Major de la Marine à Toulon en 1927 et décède le 18 mai 1928 à l'hôpital militaire de Toulon.
Nommé Chevalier de la Légion d'Honneur en 1921 en qualité d'Enseigne de Vaisseau, il est décoré de la Croix de Guerre pour sa conduite héroïque lors du naufrage du Bar le Duc.
Décoré de la Médaille d'Or de Sauvetage des Naufragés.
Décoré de la Médaille d'Officier du Dragon d'Annam en 1924.